# Српска духовна академија
Српска духовна академија је културна институција, основана 2005. године у Параћину. Постала је призната и позната институција у националним оквирима, а о њеном угледу и важности у српској духовности, књижевности, култури и уметности говоре бројна угледна имена досадашњих добитника њених признања. О њеном престижу сведочи и велики број предлога за добитнике признања који пристижу Академији, као и велико интересовање врхунских српских књижевника и уметника из целе Србије за њен рад.
Српска духовна академија у Параћину нема никакве дотације, никакву финансијску помоћ од било које државне институције или органа.

## Историјат развоја
Идеју и иницијативу за оснивањем једне институције од националног значаја и интегритета, покренуо је српски књижевник и новинар Мирослав Димитријевић у Параћину 20. маја 2005. године, пред групом еминентних и угледних српских књижевника и интелектуалаца, чланова Удружења књижевника Србије. После разматрања концепције, плана и програма рада будуће институције, закључено је да је оваква манифестација апсолутно потребна на српском духовном простору, и да ће њени циљеви бити унапређење духовности, књижевности, уметности и културе, као и очување српске националне баштине.
Одлука о организовању Српске духовне академије и конституисању Управног одбора донета је на седници одржаној 9. јуна 2005. године у Параћину. Чланови првог Управног одбора Српске духовне академије били су књижевници: Мирослав Димитријевић, Бајо Џаковић, Зоран Трифуновић, Мирослав Чопа и сликар Србобран Килибарда. За првог председника Академије изабран је књижевник Мирослав Димитријевић.
Одлучено је да Српска духовна академија своју активност остварује континуирано током целе године, а на годишњој свечаности додељиваће признања најистакнутијим српским ствараоцима. Одлука о установљењу и додели признања донета је 10. јуна 2005. године.

## Награде и признања академије
Награда Раваничанин
Награда Раваничанин је награда за изузетан допринос развоју, неговању и очувању српске духовности, културе, традиције и баштине.
Награда Песничка хрисовуља
Награда Песничка хрисовуља, као знак сећања на две хрисовуље (повеље) кнеза Лазара, а које немају само духовну, већ и књижевну и историјску вредност, додељују се за значајан допринос српској књижевности, уметности и култури.
Повеља и Велика повеља захвалности
Повеља и Велика повеља захвалности су признања установљене 2014. године, која се додељује ствараоцима који су заслужни за развој српске културе и духовности, као и за рад, одржавање и неговање Српске духовне академије.
Добитници признања:
- Живорад Ајдачић – Велика повеља
- Борис Бизетић - Велика повеља
- Проф. др Драгомир С. Радовановић — Златна повеља
- Никола Ранђеловић - Велика повеља
- Саша Живановић – Велика повеља
- Живановић Мариа Викториа - Велика повеља
- Лепосава Иванковић - Велика повеља
- Миодраг Игњатовић – Златна повеља
- Слободан Килибарда – Велика повеља
- Данило Коцић – Повеља
- Данило Марић - Златна повеља
- Милован Милетић – Повеља
- Раде Милосављевић – Велика повеља
- Слободан Митрић – Велика повеља
- Лазар Миша — Златна повеља
- Никола Поповић - Повеља
- Добрила Ристић - Повеља
- Андријана Митровић - Повеља
- Љиљана Стаменковић - Велика повеља[4]
- Љиљана Стаменковић – Златна повеља
- Светолик Станковић – Златна повеља
- Милан Стефановић - Повеља
- Александар Стојадиновић – Повеља
- Живан Стојковић – Велика повеља
- Зорица Ћираковић - Повеља
- Хаџи Лазин Зоран – Повеља
- Мирослав Чопа - Велика повеља

Награда Видосав Трепчанин
Награда Видосав Трепчанин је установљена у знак поштовања личности и дела бунтовног и родољубивог песника и боема Видосава Трепчанина, која се додељује песницима који стилски и садржајно настављају његовим књижевним путем.
Добитници награде:
- Миодраг Петровић
- Хаџи Момир Станисављевић

Награда Велемајстор сатире и Награда мајстор сатире
Награда Велемајстор сатире и Награда мајстор сатире су награде које се додељују најбољим сатиричарима.
Добитници награде:
- Александар Чотрић - Велемајстор сатире
- Витомир Теофиловић – Велемајстор сатире
- Чедомир Митић – Витез сатире
- Тони Стојановић - Витез сатире
- Александар Добросављевић – Мајстор сатире
- Мр Зоран М. Јовановић — Витез сатире

Награда Стефан Даскал
Награда Стефан Даскал је награда која се додељује најистакнутијим просветним радницима-писцима.
Добитници награде:
- Снежана Бихлер[5]
- Љубиша Јовановић
- Љиљана Кртинић
- Душан Петковић
- Војкан Ристић

Награда Винчанац
Добитници награде:
- Драгомир Радовановић[6]
- Весна Пешић

Због тешких финансијских и друштвених околности, Српска духовна академија није могла сваке године да додељује поменута признања, али је Управни одбор Академије перманентно током година организовао књижевне вечери и промоције, издавачку делатност и представљање бројних књига, како у самом Параћину, тако и у другим местима Србије, а њени чланови су добијали многе угледне награде.